# Neoperla peterzwicki
Neoperla peterzwicki és una espècie d'insecte plecòpter pertanyent a la família dels pèrlids.

## Etimologia
El seu nom científic honora la figura del Dr. Peter Zwick per les seues contribucions a l'estudi del gènere Neoperla i dels pèrlids de Borneo.

## Descripció
- Els adults presenten un color general marró clar, el cap marró clar (llevat d'una taca més fosca entre els ocels), el pronot marró amb rugositats lleugerament més fosques, les membranes alars ambre clar amb la nervadura marró, el segment del fèmur marró clar (més fosc al dors) i el de la tíbia marró fosc.
- Les ales anteriors del mascle fan 13 mm de llargària i les de la femella 17.
- Vagina més o menys circular.
- L'ou és de contorn oval.
- La larva no ha estat encara descrita.[3]

## Hàbitat
En el seu estadi immadur és aquàtic i viu a l'aigua dolça, mentre que com a adult és terrestre i volador.

## Distribució geogràfica
Es troba a Malèsia: Kalimantan Oriental (Borneo, Indonèsia).